# تصرف فیلیپین توسط ژاپن

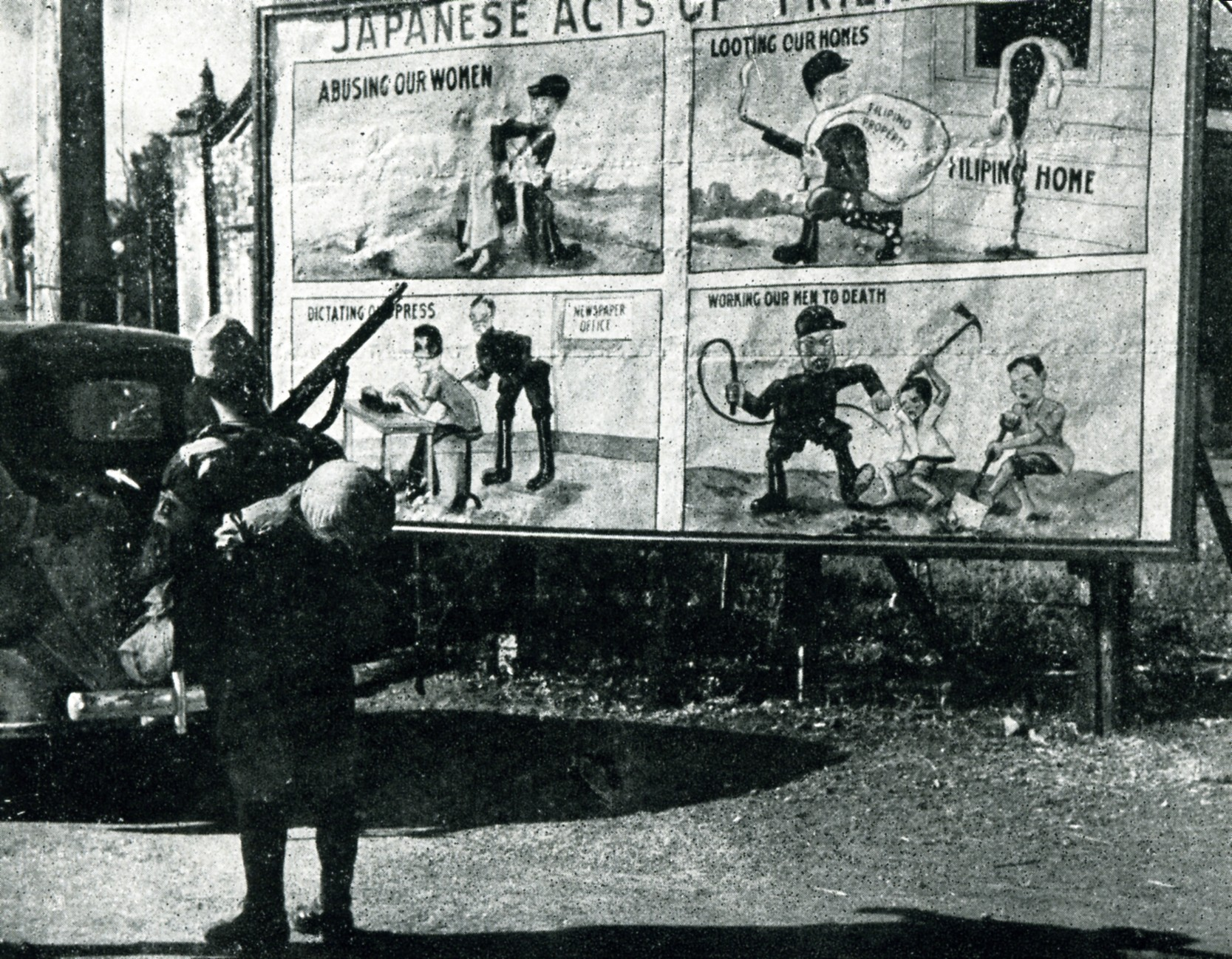
یک سرباز ژاپنی در فیلیپین درحال نگاه به پروپاگاندای جنگی آمریکا

اشغال فیلیپین توسط ژاپن (ژاپنی: 日本のフィリピン占領) بین سالهای ۱۹۴۲ و ۱۹۴۵ اتفاق افتاد، زمانی که امپراتوری ژاپن در جنگ جهانی دوم، فیلیپین مشترک‌المنافع را اشغال کرد.
لشکرکشی فیلیپین (۴۲–۱۹۴۱) در ۸ دسامبر ۱۹۴۱، ده ساعت پس از حمله به پرل هاربر آغاز شد. همان‌طور که در پرل هاربر، هواپیمای آمریکایی در حمله اولیه ژاپن به شدت آسیب دید. ناوگان آسیایی آمریکایی در فیلیپین که فاقد پوشش هوایی بود، در ۱۲ دسامبر ۱۹۴۱ به جاوه عقب‌نشینی کرد. در شب ۱۱ مارس ۱۹۴۲ ژنرال داگلاس مک‌آرتور در طی فرار داگلاس مک‌آرتور از فیلیپین از  کورگیدیدور خارج شد و به استرالیا که ۴۰۰۰ کیلومتر دورتر بود نقل‌مکان کرد.